# King Rising, au nom du roi
Série
King Rising 2 : Les Deux Mondes
(2011)
Pour plus de détails, voir Fiche technique et Distribution.
King Rising, au nom du roi ou Au nom du roi : Dungeon Siege au Québec (titre original : In the Name of the King: A Dungeon Siege Tale) est un film germano-canado-américain réalisé par Uwe Boll, sorti en 2007.
Le film se déroule dans le royaume imaginaire d'Ehb, théâtre d'une guerre sans merci que se livrent le roi Konreid et son ennemi, le diabolique Gallian : l'héroïque Farmer, voué à être prince, se lance à la recherche de Solana, sa femme kidnappée, et tente de venger la mort de son fils, tué par des monstres appelés Krugs.

## Synopsis
Dans le royaume d'Ehb, un homme connu sous le nom de Farmer mène une vie heureuse avec sa femme, Solana, et leur jeune fils, Zeph, dans la ville de Stonebridge. Un jour, la ville est attaquée par les Krug, des créatures connues pour être primitives et animales. Ils surprennent les gens en prenant les armes, en revêtant une armure et en se battant avec courage, intelligence et férocité ; ce changement de comportement est dû au contrôle magique des Krug par Gallian, un puissant mage devenu sadique et mégalomane, qui cherche à conquérir et à diriger Ehb. Pendant l'attaque, Farmer, avec son ami, Norick et son beau-frère, Bastian, combattent les Krug. Farmer ne parvient pas à sauver Zeph, qui est tué par Gallian via un avatar Krug. Gallian, par la voix d'un Krug, affirme être incapable de lire Farmer. Solana et les autres habitants de Stonebridge sont faits prisonniers.
Le roi Konreid, le commandant Tarish et les soldats d'Ehb arrivent à Stonebridge pour évaluer les dégâts et recruter d'autres personnes pour rejoindre leur armée. Merick, un autre mage au service de Konreid, tente de découvrir l'identité de Farmer lorsqu'il remarque Norick, qu'il croit avoir déjà vu. Farmer, Norick et Bastian partent seuls à la recherche de Solana. Pendant ce temps, la fille de Merick, Muriella, qui est tombée amoureuse de Gallian, met fin à sa romance avec lui après avoir vu sa nature sombre et réalisé qu'il ne l'a aidé à entraîner sa magie que pour pouvoir la lui prendre. Elle se confesse à son père, qui pense que son amour pour Gallian a créé un déséquilibre entre leurs pouvoirs en faveur de Gallian. Pendant ce temps, le neveu égoïste et immature de Konreid, le duc Fallow, est allié avec Gallian et cherche à prendre la place de son oncle. Il tente d'empoisonner Konreid, et mène une compagnie de soldats d'Ehb pour son propre compte. Peu de temps après, Konreid guérit et mène son armée pour aller combattre les forces de Gallian.
En traversant la forêt de Sedgwick, Farmer et ses compagnons rencontrent les nymphes solitaires dirigées par Elora, qui les conduit hors de la forêt. Lorsqu'ils tentent de sauver Solana d'un Krug, Farmer est assommé et Norick et Bastian sont capturés. Alors que Farmer est pendu par un autre avatar de Gallian, il tue l'avatar, se libère et est secouru par Merick. Farmer est ensuite emmené à Konreid et au camp de son armée, où Merick révèle que Farmer est le fils perdu depuis longtemps de Konreid, et que son vrai nom est Camden Konreid. Il explique qu'il y a de nombreuses années, le jeune Farmer était présent lors d'une bataille à un endroit connu sous le nom d'Oxley Pass, où il fut trouvé par Norick. Norick fut considéré comme son père adoptif, mais Farmer fut pris en charge par les habitants de Stonebridge, et protégé de tout le chaos qui a ravagé Ehb. Konreid et Farmer contestent tous deux les affirmations de Merick.
Konreid surprend Fallow le trahir, ce qui ne laisse à Fallow que sa garde personnelle alors que la compagnie se détourne de lui et rejoint le reste de l'armée. Peu de temps après, une bataille éclate entre l'armée d'Ehb et les Krug. L'armée d'Ehb, ainsi que Farmer, finissent par prendre le dessus et forcent les Krug à battre en retraite, mais Fallow réussit à blesser mortellement Konreid. Après la bataille, Konreid et Farmer apprennent qu'ils partagent tous deux des connaissances similaires ; dans son dernier souffle, Konreid finit par déclarer que Farmer est bien son fils, et meurt. Pendant ce temps, Tarish défie Fallow en duel. Tarish gagne et Fallow est emmené. Farmer, qui est maintenant le nouveau roi, prépare tout le monde pour la prochaine bataille.
Durant ces événements, Norick, Bastian et Solana sont emmenés dans le repaire de Gallian à Christwind Hold. Norick est tué alors que lui et Bastian combattent les Krug. Solana est emmenée chez Gallian, qui peut sentir Farmer en elle, révélant que Solana est enceinte du deuxième enfant de Farmer. Partant en mission pour infiltrer le repaire de Gallian, Farmer est rejoint par Merick, Muriella et Elora, qui s'est rangée du côté d'Ehb contre Gallian, tandis que Tarish et l'armée restante repoussent l'avancée de Krug. Merick entre par magie dans le repaire et combat Gallian, qui parvient à tuer Merick. Farmer et Muriella parviennent également à entrer dans le repaire, mais Elora reste derrière.
Farmer retrouve Solana et combat Gallian dans un combat à l'épée. Lorsque Gallian décide d'utiliser sa magie pour prendre le dessus, il se prépare à le tuer jusqu'à ce que Solana le poignarde dans le dos. Muriella arrive et tente de sauver Farmer mais Gallian bat Muriella en affaiblissant sa magie. Profitant des blessures de son adversaire, Farmer bat rapidement Gallian en lui tranchant la gorge, le tuant. L'influence magique de Gallian disparaît et les Krug redeviennent primitifs, sauvant Bastian et les prisonniers, ainsi que Tarish et ses forces proches d'être battues. Ayant finalement vengé leur fils, Farmer et Solana sont réunis tandis que le royaume est sauvé.

## Fiche technique
- Titre original : In the Name of the King: A Dungeon Siege Tale
- Titre français : King Rising, au nom du roi
- Titre québécois : Au nom du roi : Dungeon Siege
- Réalisation : Uwe Boll
- Scénario : Doug Taylor,
  - d'après une histoire de Jason Rappaport, Dan Stroncak et Doug Taylor,
  - d'après le jeu vidéo "Dungeon Siege" créé par Chris Taylor
- Musique : Henning Lohner et Jessica de Rooij
- Direction artistique : Roxanne Methot
- Décors : James Steuart
- Costumes : Carla Hetland et Toni Burroughs-Rutter
- Photographie : Mathias Neumann
- Son : Jochen Engelke, Michael Bartylak
- Montage : David M. Richardson, Paul Klassen et Grace Yuen
- Production : Uwe Boll, Dan Clarke et Shawn Williamson

Production exécutive : Shan Tam
Production déléguée : Stephen Hegyes, Wolfgang Herold et Chet Holmes
Production associée : Brandon Baker, Bryan C. Knight, Michael Roesch, Peter Scheerer et Jonathan Shore
- Sociétés de production[1] : 
  - Allemagne : Boll Kino Beteiligungs GmbH & Co. KG, en association avec Herold Productions
  - Canada : en association avec Brightlight Pictures
- Distribution : 
  - Allemagne : 20th Century Fox
  - Canada : Peace Arch Entertainment Group (Tous médias)
  - États-Unis : Freestyle Releasing, Vivendi Entertainment
- Budget : 60 millions de $[2],[3]
- Pays d'origine[4] :  Allemagne,  Canada,  États-Unis
- Langue originale : anglais
- Format[5] : couleur - 35 mm - 2,35:1 (Cinémascope) - son DTS | Dolby Digital | SDDS
- Genre : action, aventure et fantasy
- Durée : 127 minutes ; 156 minutes (director's cut DVD Allemagne) ; 162 minutes (director's cut aux États-Unis)
- Dates de sortie[6] :
  - Allemagne : 29 novembre 2007
  - Canada : 22 juillet 2007 (Festival du film fantastique) ; 20 octobre 2007 (Toronto After Dark Film Festival) ; 11 janvier 2008 (sortie nationale)
  - États-Unis : 11 janvier 2008 (sortie nationale)
  - France : 4 février 2009 (sortie directement en DVD)
  - Belgique : 11 avril 2007 (Festival international du film fantastique de Bruxelles) ; juin 2013 (sortie nationale)
- Classification[7] :
  -  Allemagne : Interdit aux moins de 12 ans (FSK 12).
  -  Canada (Alberta / Manitoba) : Certaines scènes peuvent heurter les enfants - Accord parental souhaitable (PG - Parental Guidance).
  -  Canada (Manitoba director's cut / Nouvelle-Écosse) : Les enfants de moins de 14 ans doivent être accompagnées d'un adulte (14A - 14 Accompaniment).
  -  Québec : Tous publics (G - General Rating)[8].
  -  États-Unis : Accord parental recommandé, film déconseillé aux moins de 13 ans (certificat #43935) (PG-13 - Parents Strongly Cautioned)[Note 1].
  -  France : n/a

## Distribution
- Jason Statham (VF : Boris Rehlinger) : Farmer
- Ron Perlman (VF : Marc Alfos) : Norick
- Ray Liotta (VF : Emmanuel Jacomy)  : Gallian
- John Rhys-Davies (VF : Benoît Allemane) : Merrick
- Leelee Sobieski : Muriella
- Matthew Lillard (VF : Thierry Ragueneau) : le duc Fallow
- Burt Reynolds (VF : Bernard Tiphaine) : le Roi Konreid
- Kristanna Loken : Elora
- Claire Forlani : Solana
- Will Sanderson (VF : Serge Faliu) : Bastian
- Brian J. White : Tarish
- Mike Dopud (VF : Sam Salhi) : General Backler
- Tania Saulnier : Tawlyn
- Gabrielle Rose : Delinda
- Terence Kelly : Trumaine

## Bande originale
- Film Score - Farmer's Son/The Big Battle
- Blind Guardian - Skalds and Shadows
- Blind Guardian - Carry the Blessed Home
- HammerFall - The Fire Burns Forever
- Threshold - Pilot in the Sky of Dreams
- Film Score - Muriella Dining/Forest

## Distinctions
Entre 2007 et 2009, King Rising, au nom du roi a été sélectionné 9 fois dans diverses catégories et a remporté 4 récompenses,.

### Récompenses
- Prix du cinéma de Hesse (Hessian Film Award) 2007 : Prix d'honneur du Premier ministre de Hesse décerné à Wolfgang Herold.
- Prix Leo 2008 :
  - Leo des Meilleurs costumes dans un long métrage dramatique décerné à Carla Hetland et Toni Burroughs-Rutter,
  - Leo des Meilleurs décors dans un long métrage dramatique décerné à James Steuart.
- Prix Razzie 2009[9],[10] : Prix Razzie du Pire réalisateur décerné à Uwe Boll.

### Nominations
- Prix Leo 2008 : Meilleur montage dans un long métrage dramatique pour David M. Richardson, Paul Klassen et Grace Yuen.
- Prix Razzie 2009[9],[10] :
  - Pire film,
  - Pire scénario pour Doug Taylor,
  - Pire second rôle féminin pour Leelee Sobieski,
  - Pire second rôle masculin pour Burt Reynolds.

## Autour du film
- In the Name of the King: A Dungeon Siege Tale est inspiré du jeu vidéo d'action-aventure Dungeon Siege, édité par Microsoft et sorti en France en 2002.
- Le film a été tourné de juillet à mi-septembre 2005 à Vancouver au Canada.

## Suite
- Deux suites sont sorties en 2011 et 2014 sous les titres King Rising 2 : Les Deux Mondes et King Rising 3.